# حافظة (حوسبة)

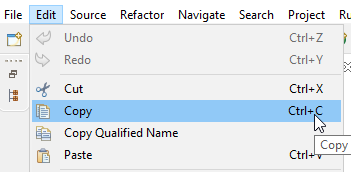
مِثال على حافظة في حاسوب إضافةً إلى المِيزات والخيارات فيها

الحافِظة أو لوحة القطع واللصق هي مخزن بيانات مؤقت تُستخدم للتبادل البسيط بين البيانات عبر برمجيات مُختلفة. تُوفِّر الحافظة مِيزات «القص والنسخ واللصق» يُمكن نَقل عِدَّة مُحتويات بغض النظر عما إذا كان نصًّا أو صورة أو فيديو أو ملفات أخرى إلى الحافظة، بحيث تُخزَّن هذهِ المُحتويات في أجزاء مُختلفة مِن الحافِظة.

## الأمان
حُذِّر المبرمجين ومسؤولي النظام والباحثين الأمنيين وهواة التكنولوجيا الذين ينسخون الأوامر من صفحات الويب إلى وحدة تحكم أو محطة طرفية من أنهم يخاطرون بتعرض أنفسهم للخطر. يُمكن للمتصفحات تغيير محتويات الحافظة بشكلٍ مُستقل. ويُمكن استخدام هذه الوظيفة للهجمات، لأن المتصفحات الحديثة يمكنها الوصول إلى الحافظة. ويمكن للمهاجمين الاستفادة من هذا لإنشاء أوامر وهميَّة على أجهزة المُستخدمين. سيكون سيناريو الهجوم الذي يمكن تصوره هو المُستخدمون الجدد الذين ينسخون أوامر لواجهة سطر الأوامر مثلًا، من مواقع الويب عندما لا يعرفون مخاطر هذهِ الأوامر.

## انظُر أيضًا
- قص ونسخ ولصق